# Programa Nossa Língua
O Programa Nossa Língua é uma faixa compartilhada semanal de programação nas emissoras públicas de televisão dos estados membros da CPLP reservada para a exibição de uma carteira de 28 documentários de Angola, Brasil, Cabo Verde, Guiné-Bissau, Moçambique, Portugal, São Tomé e Príncipe e Timor-Leste, trazendo uma visão da contemporaneidade da diversidade cultural, social e política dos países de língua portuguesa no mundo.

## Países
O Programa Nossa Língua é exibido em rede aberta pelas televisões nacionais dos seguintes países:
- Angola (Televisão Pública de Angola)
- Brasil (TV Brasil)
- Cabo Verde (Rádio e Televisão Caboverdiana)
- Guiné-Bissau (Televisão da Guiné-Bissau)
- Moçambique (Televisão de Moçambique)
- Portugal (Rádio e Televisão de Portugal)
- São Tomé e Príncipe (Televisão São-Tomeense)
- Timor-Leste (Rádio-Televisão Timor Leste)

## Estréia
O programa tem sua estreia mundial na semana do dia 10 ao 16 de julho de 2016
| País                | Data de estreia |
| ------------------- | --------------- |
| Angola              | 16/07           |
| Brasil              | 12/07           |
| Cabo Verde          | 10/07           |
| Guiné-Bissau        | 11/07           |
| Moçambique          | 10/07           |
| Portugal            | 14/07           |
| São Tomé e Príncipe | 10/07           |
| Timor-Leste         | 10/07           |

## O Programa CPLP Audiovisual
O Programa Nossa Língua é parte integrante do Programa CPLP Audiovisual, com coordenação executiva da Comunidade dos Países de Língua Portuguesa (CPLP), do Instituto do Cinema de Portugal (ICA) e da Secretária do Audiovisual (SAV) do Ministério da Cultura do Brasil.
Este programa ambiciona contribuir para o intercâmbio cultural, para o aumento do conhecimento mútuo e para a implementação de políticas públicas integradas de fomento à produção e à teledifusão de conteúdos audiovisuais nos países da CPLP a partir de três linhas de ação: DOCTV CPLP II, FICTV CPLP I e PROGRAMA NOSSA LÍNGUA.